# Darkseid
Darkseid (phiên âm tiếng Anh: /'dɑrk.saɪd/) là một siêu ác nhân xuất hiện trong truyện tranh Mỹ được xuất bản bởi DC Comics. Nhân vật này được tạo ra bởi nhà văn-họa sĩ Jack Kirby để đóng vai trò là kẻ đối địch chính trong hệ thống thế giới thứ tư của ông. Darkseid lần đầu xuất hiện ngắn gọn trong tập Superman's Pal Jimmy Olsen số 134 vào tháng 12 năm 1970 trước khi chính thức được giới thiệu trong số đầu tiên của Forever People vào tháng 2 năm 1971.
Darkseid, trước đây được biết đến với tên là Uxas, là một Thần Mới và là Chúa tể độc tài của Apokolips. Ông được coi là một trong những sinh vật mạnh nhất trong Vũ trụ DC. Mục tiêu cuối cùng của Darkseid là chinh phục đa vũ trụ bằng cách tiêu diệt mọi hi vọng và ý thức tự do. Darkseid cũng là cha của Kalibak, Orion, Grayven và Grail. Ông cũng là kẻ thù lớn nhất của Superman và là kẻ thù truyền kiếp của Justice League.
Darkseid đã được chuyển thể trong nhiều phương tiện truyền thông khác nhau. Ông lần đầu tiên xuất hiện trong phim trực tiếp Zack Snyder's Justice League năm 2021 trong DC Extended Universe, do diễn viên Ray Porter thủ vai. Darkseid đã có sự ảnh hưởng lớn trong văn hóa đại chúng và trong truyện tranh khác. Nổi bật nhất, sự sáng tạo của Kirby đã truyền cảm hứng cho nhân vật phản diện nổi tiếng Thanos trong Marvel Comics, do các tác giả sáng tạo của Thanos đã lấy cảm hứng từ Darkseid.

## Tiểu sử nhân vật hư cấu
Hoàng tử Uxas, con trai của Vua Yuga Khan và Nữ hoàng Heggra và là người thứ hai trong dòng dõi kế vị ngai vàng của Apokolips, âm mưu chiếm quyền kiểm soát hành tinh từ anh trai cả của mình, Drax. Khi Drax cố gắng chiếm quyền Omega Force đáng kinh ngạc, Uxas đã giết anh và chiếm lấy sức mạnh đó. Da của ông biến thành đá, Uxas đổi tên mình thành Darkseid. Tại một thời điểm nào đó, ông phải lòng một nhà khoa học và phù thủy của Apokolips tên là Suli, với người mà ông có một đứa con trai là Kalibak. Tuy nhiên, Heggra đã ra lệnh cho Desaad đầu độc Suli với niềm tin rằng cô ta đang làm hủy hoại con trai mình.
Sau cái chết của Suli, trái tim của Darkseid trở nên lạnh hơn và sự khinh thường của ông đối với mẹ ông càng gia tăng khi bà buộc ông phải kết hôn với một người phụ nữ tên là Tigra, với người mà ông có một đứa con trai khác là Orion. Darkseid khao khát trả thù Heggra vì đã giết người ông yêu thương, và ông ra lệnh cho Desaad đầu độc bà để ông cuối cùng có thể trở thành quân vương tối cao của Apokolips. Sau đó, Darkseid cố gắng ép Tigra loại bỏ Orion, nhưng cuối cùng Orion đã được trao đổi với con trai của Highfather, Scott Free, như một phần của hiệp ước hòa bình giữa các hành tinh đang chiến đấu Apokolips và New Genesis. Việc trao đổi này cuối cùng trở thành một trở ngại đối với Darkseid, khi Orion lớn lên và đặt giá trị và bảo vệ các lý tưởng của New Genesis như một chiến binh mạnh mẽ chống lại cha mình. Tiên tri tiên đoán rằng Darkseid sẽ chịu thất bại cuối cùng tại tay Orion trong một trận chiến thảm khốc ở Armaghetto đang cháy đỏ trên Apokolips. Tương tự, Darkseid và người đào tạo đệ tử của ông, Granny Goodness, không thể làm khuất phục tinh thần Scott Free sau một quá trình nuôi dưỡng lâu dài đầy đau khổ và cuối cùng Free đã thành công thoát khỏi Apokolips, đưa theo mình cô gái mạnh mẽ nhất trong Female Furies, Big Barda, làm vợ. Free, được biết đến bây giờ với danh hiệu siêu anh hùng Mister Miracle, và Barda bắt đầu sống trên Trái đất, và Darkseid sử dụng "sự phản bội" này làm cớ để tuyên bố hiệp ước với New Genesis bị vô hiệu hóa để các hành tinh có thể tiếp tục xung đột của họ.
Mục tiêu của Darkseid là loại bỏ mọi tự do ý chí từ vũ trụ, từ đó thay thế Hiện diện (tương đương với Đức Chúa Trời trong các tôn giáo Abraham) làm Vị Thượng Đế của nó. Với mục đích này, ông tìm cách giải mã Phương trình Chống Sống bí ẩn, cho phép người sử dụng kiểm soát hoàn toàn suy nghĩ và cảm xúc của tất cả các sinh vật sống trên vũ trụ. Darkseid đã cố gắng trong nhiều trường hợp khác nhau để đạt được sự thống trị của vũ trụ thông qua các phương pháp khác, đáng chú ý nhất là thông qua tay sai của mình, Glorious Godfrey, người có thể kiểm soát tâm trí của mọi người bằng giọng nói. Ông có một sự quan tâm đặc biệt đối với Trái đất, vì ông tin rằng con người có sở hữu tập thể trong tâm trí của họ hầu hết, nếu không phải tất cả, các mảnh vụ Chống Sống.
Darkseid dự định thăm dò tâm trí của mỗi con người để ghép lại Phương trình. Điều này đã khiến ông đụng độ với nhiều siêu anh hùng trong DC Universe, đặc biệt là người Krypton Superman. Darkseid làm việc trong bóng tối, sử dụng những đồng minh siêu năng lực trong kế hoạch của mình để lật đổ Trái đất, bao gồm thông qua tổ chức tội phạm Intergang, một băng đảng tội phạm sử dụng công nghệ Apokoliptian và sau đó biến thành một tôn giáo sùng bái Darkseid như một vị thần của ác.

### The Great Darkness Saga
Một ngàn năm trong tương lai, Darkseid đã vắng mặt trong nhiều thế kỷ và gần như bị quên lãng hoàn toàn. Ông trở về và xung đột với những anh hùng của thời đại đó, Liên minh các Siêu Nhân. Sau khi sử dụng cả phương pháp khoa học và phép thuật để tăng cường sức mạnh, Darkseid hoán đổi vị trí của hành tinh Apokolips và Daxam, khiến Daxam được tiếp xúc với một mặt trời màu vàng và mang lại cho mỗi người dân năng lực siêu nhân tương tự như Superman. Đặt Daxamites dưới sự thống trị tinh thần của mình, ông sử dụng họ trong một cuộc tấn công khổng lồ để chinh phục vũ trụ đã biết. Tuy nhiên, ông cuối cùng đã bị Legion và nhiều đồng minh của nó đánh bại.
Nhìn nhận các vị thần khác là một mối đe dọa, Darkseid xâm chiếm hòn đảo Themyscira để tìm ra vị trí bí mật của các vị thần Olympian, kế hoạch làm lật đổ Olympians và đánh cắp quyền năng của họ. Tuy từ chối giúp Darkseid trong cuộc điên cuồng của mình, các nữ chiến binh Amazon đã chiến đấu chống lại đội quân Parademon của ông, khiến một nửa dân số Amazon thiệt mạng. Wonder Woman đã có thể trả thù Darkseid đã giết chết nhiều người chị em của cô bằng cách đặt một phần tâm hồn của chính cô vào Darkseid. Điều này giảm sức mạnh của vị thần vì ông mất một phần của sự tàn ác.

### Bảy Chiến Binh và "Ông Trùm Bóng Tối"
Trong loạt truyện giới hạn Mister Miracle của Grant Morrison năm 2005, được tiết lộ rằng Darkseid cuối cùng đã khám phá được Phương trình Chống Đời sống (Anti-Life Equation), và ông đã dùng nó để tiêu diệt Thế giới Thứ Tư hoàn toàn. Các Vị Thần Mới đã trốn đến Trái đất, nơi họ ẩn náu. Highfather và đệ tử của ông trở thành một nhóm người vô gia cư. Metron di chuyển bằng chiếc xe lăn, Black Racer trở thành một người đàn ông da trắng già trong chiếc xe lăn, DeSaad trở thành một nhà tâm thần ác, Granny Goodness trở thành một ma nữ (hoặc "quản gia") cho Female Furies và chính Darkseid đã trở thành một ông trùm tội phạm độc ác chỉ được gọi là "Ông Trùm Bóng Tối" ("Boss Dark Side"). Có lẽ Darkseid đã thực sự đưa Sheeda vào Bắc Mỹ để đổi lấy Aurakles, siêu anh hùng đầu tiên của Trái đất.

### Cuộc khủng hoảng cuối cùng
Như đã được tiên đoán, Orion trở về Trái đất thông qua cánh cửa boom để tham gia trận chiến cuối cùng với Darkseid. Trong cuộc chiến lớn, cuối cùng Orion giết chết ông bằng cách xé lòng của ông ra, tạo ra một ngọn lửa Apokolips từ cái ngực rỗng của Darkseid (theo tiên đoán về cuộc chiến cuối cùng của họ). Khi Darkseid qua đời, Orion rời khỏi chiến trường, đã chiến thắng cha mình một lần và mãi mãi. Tuy nhiên, linh hồn của Darkseid vẫn tồn tại ngay cả khi thân xác ông đã chết và trở về quá khứ, nơi ông được tái sinh dưới hình dạng "Ông Trùm Bóng Tối", được giúp đỡ bởi đệ tử hồi sinh và tên ác quỷ Libra.
Trong thời gian trước Cuộc khủng hoảng cuối cùng, "Ông Trùm Bóng Tối" bắt đầu xuất hiện trong một số tạp chí khác nhau. Trong The Flash vol. 2 #240, ông dẫn đầu một đội quân fan cuồng, tâm trí của họ bị phá vỡ bởi "hình thức từ ngữ" của Phương trình Chống Đời sống, để bắt cóc Tornado Twins. Trong Birds of Prey #118, ông điều hành Dark Side Club của mình, nơi siêu nhân đấu tranh cho đến chết, bị ma túy do Bernadeth sản xuất chi phối. Trong Teen Titans #59, tiết lộ rằng ông đã thuê Terror Titans để bắt giữ Teen Titans và sử dụng họ trong các trận đấu tại câu lạc bộ của mình.
Trong Cuộc khủng hoảng cuối cùng, Darkseid bắt đầu chiếm đóng Trái đất và gây hủy hoại Đa Vũ trụ với sự giúp đỡ của tân vương Libra, một tên ác quỷ tái sinh và nhân vật tương tự như Chúa tể Tà ác, người nhanh chóng chuyển đổi nhiều thành viên của Hội Ác nhân Bí mật sang phía ông với sự giúp đỡ của Sách Tội ác và Chiếc Giáo thánh. Darkseid cũng được gia nhập bởi linh hồn của những vị Thần Mới tà ác khác, những người, giống như Darkseid, bây giờ chiếm cơ thể con người đã được chỉnh sửa hoặc cơ thể của những người có siêu năng lực khác như Mary Marvel.
Darkseid cũng sắp xếp cho thám tử Dan Turpin bị dụ vào Dark Side Club, nơi Turpin trở thành "chủ nhân cuối cùng" của Darkseid khi cơ thể Ông Trùm Bóng Tối của ông bắt đầu phân hủy do sự hiện diện tinh thần gớm ghiếc của Darkseid. Với đám đông người theo và các đồng minh giúp đỡ trong quá trình tái sinh mới nhất của mình, Darkseid chinh phục Trái đất thành công bằng cách giải phóng Phương trình Chống Đời sống lên loài người. Tuy nhiên, quá trình tái sinh vẫn chưa hoàn toàn kết thúc khi ý thức và linh hồn của Dan Turpin, mặc dù bị nhiễm độc bởi bản chất của Darkseid, vẫn kiểm soát chặt chẽ cơ thể của mình. Tuy nhiên, cùng lúc đó, Mister Miracle (Shilo Norman), "Hiện thân của Tự do", bị bắn bởi các đặc vụ S.H.A.D.E., tín hiệu "Chiến thắng của Tà ác". Darkseid giành quyền kiểm soát cơ thể của Turpin, giờ đây đã bị biến dạng giống hình dạng trước đây của ông trên Apokolips, và mặc bộ giáp chiến đấu đã được cập nhật. Darkseid sau đó đạt được sức mạnh tối đa, sự "rơi" của ông có hiệu ứng là nén và bẻ cong không gian thời gian xung quanh Trái đất.
Sau khi thoát khỏi cầm tù, Batman bắn Darkseid bằng viên đạn radion cùng loại đã giết Orion, trong khi Darkseid đồng thời bắn Batman bằng Omega Beam, đưa anh ta quay trở lại quá khứ và sau đó "nhiễm" Batman bằng năng lượng Omega gây ra anh ta nhảy về tương lai, với hậu quả tai hại khi anh ta đến hiện tại. Darkseid bị thương nặng, nhưng không trước khi ông sử dụng Tia Omega Effect để giết Superman, Barry Allen và Wally West dẫn Black Racer tới Darkseid và khi tiếp xúc với ông, Turpin được giải thoát khỏi sự kiểm soát của Darkseid. Sau đó, Wonder Woman (sau khi được giải thoát khỏi sự chiếm đoạt bởi một trong số tay sai của Darkseid) sử dụng dây chuyền Sự thật để trói hình thức tinh thần của Darkseid, hiệu quả giải thoát nhân loại khỏi Phương trình Chống Đời sống và sự chi phối của Darkseid. Trong nỗ lực cuối cùng, bản chất vô hình của Darkseid xuất hiện và cố gắng chiếm lấy Máy Kỳ diệu mà Superman đã tạo ra; tuy nhiên, Superman sử dụng rung động đối phó để tiêu diệt ông. Hơn nữa, mảnh cuối cùng của kế hoạch của Darkseid thất bại khi Batman, nhờ vào sự hành động của Batman mới (Dick Grayson), Red Robin (Tim Drake), Robin (Damian Wayne) và Liên Minh Công Lý, Đọc truyện tranh Lưu trữ ngày 2 tháng 7 năm 2023 tại Wayback Machine, có thể trở lại hiện tại an toàn, tiêu diệt Năng lượng Omega trong cơ thể mà không gây hại thêm cho luồng thời gian, và trở thành người thứ hai, cùng với Mister Miracle, thoát khỏi Omega Sanction.
Sau đó, Doctor Impossible x manipulates Crime Syndicate of America để giúp ông hồi sinh Darkseid thông qua một máy móc sử dụng năng lượng từ Multiverse chính. Quá trình hồi sinh trở nên bất thành và thay vào đó tạo ra một sinh vật mới được biết đến với tên Omega Man.

### The New 52
Vào tháng 9 năm 2011, The New 52 khởi động lại liên kết của DC. Trong dòng thời gian mới này, tên Darkseid được đề cập đầu tiên bởi một Parademon trong tập Justice League #1. Ông sau đó được đề cập lại trong tập Justice League #2, và trong tập Justice League #3, Darkseid xuất hiện lần đầu tiên trong loạt truyện, được nhìn thấy trong một hình ảnh mà Victor Stone thấy sau khi bị thương do một chiếc Mother Box nổ. Trong trang cuối cùng của tập Justice League #4, Darkseid xuất hiện. Trong Justice League #5, Liên Minh đối mặt với ông nhưng bị ông áp đảo, khi ông gây thương tổn nghiêm trọng cho Superman bằng Tia Omega và gãy tay Green Lantern. Cuối cùng, trong Justice League #6, Darkseid bị đuổi ra khi Cyborg kích hoạt Mother Boxes của kẻ xâm lược và Superman buộc ông qua một cánh cửa boom tube. Các sự việc trong những tập này khiến Darkseid trở thành kẻ thù đầu tiên mà Liên Minh vừa thành lập phải đối mặt như một nhóm. Trong tập này cũng tiết lộ DeSaad và Steppenwolf, nhắc đến con gái của Darkseid và cuộc tìm kiếm không ngừng của họ trên vô số thế giới. Con gái của Darkseid thoát khỏi việc giam cầm trong tập Justice League of America's Vibe #7 sau khi các hạn chế trên lồng giam của cô tạm thời bị vô hiệu hóa.
Trong liên kết New 52, chỉ có một bộ Thần Mới trên 52 đa vũ trụ. Vì vậy, khi Darkseid xâm chiếm Prime Earth trong Justice League, ông gửi đại tá Steppenwolf làm điều tương tự, và thành công hơn, trên Earth 2, dẫn đến cái chết của Batman, Superman và Wonder Woman, và làm mắc kẹt Helena Wayne và Kara Zor-L trên Prime Earth. Năm năm sau đó, Darkseid một lần nữa xâm chiếm Earth 2, mà chưa bao giờ hồi phục hoàn toàn sau cuộc tấn công trước của quân đội ông, và được tiết lộ rằng ông và Highfather của New Genesis đã thỏa thuận cho phép ông chiếm đóng Earth 2 mà không bị đối thủ phản đối.
Trong Darkseid #1, câu chuyện nền tảng của ông được tiết lộ. Trước đây, ông là một người nông dân tên Uxas, ông ghét các vị thần của thế giới của mình. Vì vậy, ông leo lên núi của họ trong lúc họ ngủ và xui khiến tất cả họ chiến đấu với nhau. Khi họ yếu đuối sau cuộc chiến, ông giết từng người một bằng lưỡi cạo của mình (tương tự như Kronos trong thần thoại Hy Lạp) và lấy đi sức mạnh của họ, trước khi phá hủy thế giới của mình và tạo ra Apokolips.
Trong Justice League: The Darkseid War (sau khi "New 52" kết thúc), Darkseid gặp xung đột với Anti-Monitor. Con gái của Darkseid, Grail, dẫn dắt Anti-Monitor, được tiết lộ là một nhà khoa học tên Mobius, đến gặp Darkseid để Mobius giết ông. Mobius tin rằng với cái chết của Darkseid, ông sẽ được giải thoát khỏi việc trở thành Anti-Monitor. Sau một trận chiến khốc liệt, Anti-Monitor kết hợp Black Racer với Flash và gửi nó theo đuổi Darkseid. Sử dụng Flash đã hợp nhất và sức mạnh của riêng mình, ông giết Darkseid. Với Darkseid chết, vũ trụ mất cân bằng vì đã mất vị thần của Máu ác. Sau đó, Lex Luthor được hợp nhất với Omega Sanction, trở thành người cai trị mới của Apokolips.
Sau khi giết Anti-Monitor bằng cách sử dụng Steve Trevor được trang bị Phương trình Anti-Life, Grail sau đó hồi sinh Darkseid thông qua đứa trẻ mới sinh của Superwoman. Đứa trẻ có cùng sức mạnh như cha mình là Mazahs, với khả năng đánh cắp sức mạnh của người khác. Grail lấy sức mạnh mới "Thần" của Liên Minh Công Lý và kết hợp chúng với đứa trẻ, đem Darkseid trở lại sống. Tuy nhiên, ông bị Grail kiểm soát hoàn toàn. Grail sau đó cố gắng chuộc lỗi bằng cách sử dụng Phương trình Anti-Life để giết Darkseid. Tuy nhiên, sau đó được tiết lộ rằng cô đã tái sinh ông như một đứa bé với ý định dạy ông cách khác.

### DC Rebirth
Darkseid (dưới hình dạng một đứa bé) xuất hiện trong DC Universe: Rebirth #1, nơi Grail kể cho ông về anh trai lâu đời mất tích của Wonder Woman, Jason.
Đứa bé Darkseid xuất hiện trở lại trong Dark Nights: Metal, nơi được biết rằng Batman đã đánh cắp ông từ Grail và có ý định sử dụng Omega Beams để tự mình quay trở lại quá khứ. Điều này không bao giờ thành hiện thực và Darkseid hoặc được trả lại cho hoặc được Grail lấy lại.
Sau một thời gian, Darkseid trưởng thành thành một đứa trẻ và sử dụng siêu năng lực tâm thần, yêu cầu rằng ông cần ăn thịt các vị thần cổ xưa để trở lại hình dạng cũ. Sau khi giết các nhân viên A.R.G.U.S. đang săn lùng họ, Darkseid và Grail bắt đầu săn lùng và lấy lực lượng sống của những đứa con nữ thần nửa của Zeus, giết chết nhiều người, bao gồm Perseus và Hercules, và lớn lên thành một đứa trẻ. Sau khi tuyển mộ Jason và lừa Wonder Woman đến gần, Darkseid trưởng thành trở lại thành một người đàn ông trẻ. Ông đấu tranh với Wonder Woman và khi ông bắt đầu hút sức mạnh của cô, ông bị Jason phản bội. Khi Zeus xuất hiện và biến hình thành hình dạng thật của mình, Darkseid chiến đấu với vị thần Olympian, phá hủy môi trường xung quanh trong cuộc đấu của họ. Khi họ đi vào một cánh cửa boom tube đến Manila, Philippines, Zeus bám lấy Darkseid và tung ra tia chớp sấm trên ông. Tuy nhiên, Darkseid tiết lộ rằng ông đã dự định cho điều này và mục tiêu thực sự của ông là Zeus chính mình, và ông bắt đầu hút và giết ông, trả lại Darkseid về hình dạng ban đầu. Khi toàn bộ Liên Minh Công Lý xuất hiện, Darkseid quyết định không nên đánh họ vì ông không muốn mạo hiểm tiết lộ kế hoạch lớn hơn của mình, và nhanh chóng rời đi qua một cánh cửa boom tube cùng với Grail.

### Prime Darkseid
Trong thời kỳ "Infinite Frontier" sau khi Đa vũ trụ được mở rộng thành Đa vũ trụ tối thượng, Darkseid bị mắc kẹt trên Trái Đất-Omega. Ông đã khôi phục lại hình dạng ban đầu bằng cách kết hợp với tất cả các phiên bản khác nhau của mình trên đa vũ trụ, ông tuyên bố rằng tất cả đều là Darkseid thấp hơn. Mà không có một phiên bản thay thế nào trong bất kỳ vũ trụ khác, ông trở thành Prime Darkseid. Các tay sai cũ của Darkseid cuối cùng đã tìm lại ông trên Trái Đất-Omega và ở bên cạnh ông khi ông có một tín đồ mới tên là X-Tract (một phiên bản của Cameron Chase từ Trái Đất-Hai gốc).
Cuối cùng, Darkseid sẽ chiến đấu với Justice League Incarnate, nhưng bị Đại Bàn tay đánh bại và gửi đến một nơi bí ẩn, nơi Darkseid sẽ bị kiểm soát tâm trí bởi Pariah và Bóng Tối Vĩ Đại. Darkseid sẽ được Pariah sử dụng để chiến đấu với Justice League và sẽ được sử dụng để tấn công Đại Bàng Công Lý trong Dark Crisis, nhưng được giải thoát sau khi Nightwing đánh bại Đại Bóng Tối và trở về Apokolips.

## Sức mạnh và khả năng
Là một Thần Mới, Darkseid là một trong những sinh vật mạnh mẽ nhất trong Vũ trụ DC, sở hữu bất tử, sức mạnh vô cùng lớn và nhiều khả năng đặc biệt.
Khả năng nổi tiếng nhất và được sử dụng thường xuyên của Darkseid là phóng Tia Omega từ mắt. Nhờ nguồn năng lượng vũ trụ được gọi là "Hiệu ứng Omega", những tia này là dạng năng lượng nóng chảy mạnh mẽ, có thể tạo ra lực tác động, phân hủy sinh vật hoặc vật thể, khiến mục tiêu chưa từng tồn tại và có thể tái sinh những sinh vật đã bị tiêu diệt bởi chúng. Darkseid có khả năng điều khiển tia này một cách chính xác, có thể làm tia di chuyển theo đường thẳng, cong quanh góc, thậm chí xuyên qua vật chất hoặc năng lượng khác. Một số siêu nhân như Superman và Doomsday có thể chống lại Tia Omega, mặc dù Superman cảm thấy đau đớn nặng. Orion và Diana cũng đã chiêu mộ chúng, Firestorm đã sử dụng sức mạnh của mình để đổi hướng chúng, và trong một câu chuyện giao đấu, Galactus hoàn toàn không bị tác động. Darkseid cũng sử dụng tia này để trừng phạt những người không thể tiêu diệt nhưng lại quá quý giá để mất đi.
Darkseid có khả năng tự di chuyển hoặc di chuyển người khác qua thời gian và không gian.
Hiệu ứng Omega Sanction của Darkseid giam cầm các sinh vật trong một chuỗi thực tại thay thế, trong đó chúng chết đi. Sau khi chết, chúng được tái sinh trong một thực tại mới, trong đó chúng chết đi một cách tồi tệ và đau đớn hơn so với lần trước.
Darkseid được miêu tả với sức mạnh phi thường. Ông có thể dễ dàng làm vỡ chiếc nhẫn Green Lantern chỉ bằng tay, có thể vượt qua hai Kryptonian cùng lúc và đánh bại cả Liên minh Công lý. Ông cũng có thể di chuyển với tốc độ lớn, từng bắt Superman bất ngờ, và có thể phản ứng trong nanosecond. Ngay cả khi không sử dụng đầy đủ sức mạnh, Darkseid vẫn có thể chống lại các vị thần như Zeus. Ông cũng có thể tăng kích thước vật lý của mình, hình dạng thật của ông là một Thần Mới khổng lồ gần như không thể hiểu được.
Darkseid có khả năng tâm linh và điều khiển tâm lý, và có thể tạo ra hình tượng tâm linh.
Trong "The Great Darkness Saga", Darkseid thể hiện một loạt khả năng giống như một vị thần, bao gồm hoán đổi vị trí của hai hành tinh trong các hệ mặt trời khác nhau, kiểm soát tâm trí toàn bộ dân số của một hành tinh, hấp thụ ngay lập tức tất cả thông tin từ tâm trí của một sinh vật khác, đưa ra lời nguyền, biểu hiện nỗi sợ tệ nhất của những sinh vật khác dưới dạng hiện thực và dễ dàng đánh bại những sinh vật cực mạnh như Mon-El, Mordru và Time Trapper. Ông cũng đã hiển thị khả năng thần thánh bằng cách cảm nhận cái chết của con trai mình là Orion và cảm nhận sự biến đổi năng lượng của "Sóng thần".
Darkseid là một chiến binh tay đôi siêu giỏi, đã được đào tạo trong nghệ thuật chiến đấu trên Apokolips. Sự kết hợp giữa siêu năng lực của mình và kỹ năng chiến đấu đã làm cho ông trở thành một trong những sinh vật mạnh nhất trong Vũ trụ DC. Ông cũng thành thạo việc sử dụng nhiều loại vũ khí, mặc dù hiếm khi sử dụng chúng do có khả năng khác như Tia Omega.
Mặc dù Darkseid có sức mạnh vật lý phi thường, ông hiếm khi tham gia trực tiếp vào cuộc chiến, vì ông thích sử dụng trí tuệ vượt trội để thao túng hoặc kiểm soát người khác theo ý muốn của mình.
Là chúa tể của Apokolips, Darkseid có quyền truy cập vào tất cả các nguồn lực quân sự và công nghệ của hành tinh này.
Mặc dù Darkseid là một vị thần và bất tử, đã sống hàng trăm ngàn năm, ông không bất khả xâm phạm và đã bị giết nhiều lần. Darkseid có khả năng hút sức sống từ những vị thần khác để làm mới bản thân hoặc trở lại sức mạnh đầy đủ. Các bán thần có thể làm cho Darkseid phục hồi từ từ, nhưng một vị thần (như Zeus) có thể trả Darkseid về hình dạng ban đầu bằng cách hút sức sống từ bán thần.

## Đón nhận
Darkseid đã được xếp hạng là "Kẻ ác truyện tranh vĩ đại thứ 6 mọi thời đại" bởi IGN và là "Kẻ ác vĩ đại thứ 23 mọi thời đại" bởi tạp chí Wizard.

## Các phiên bản khác
Darkseid xuất hiện lần đầu tiên chính thức trong Chương 22 của truyện tranh Injustice: Gods Among Us trên hành tinh Apokolips. Ông được thấy đang kiểm soát việc tra tấn một nhân vật vô danh khi con trai Kalibak đến gần. Kalibak thông báo với cha rằng Superman đã đình chỉ chiến tranh trên toàn cầu. Darkseid suy nghĩ liệu Superman đã trở nên yếu đuối trước khi Kalibak yêu cầu được điều tra cá nhân. Khi Kalibak nhìn thấy người mà Darkseid đang tra tấn, lãnh chúa Apokolips xác nhận danh tính của người đàn ông trước khi nói: "Anh ta đã mắc một sai lầm." Khi Kalibak hỏi liệu ông có thể giết người đó, Darkseid trách mắng con trai: "Tất nhiên là không được. Ai sẽ đến cho anh ta?" Sau đó, ông cho phép Kalibak đi và giao cho ông nhiệm vụ giết người Kryptonian và chiếm lấy Trái Đất. Darkseid cười một mình khi yêu cầu được để lại một mình với tù nhân của mình: Black Racer, chính sự tử thần, trong khi ông tiếp tục tra tấn. Trong Injustice Annual, Darkseid thuê thợ săn tiền thưởng Lobo đến Trái Đất để giết Superman nhằm trả thù vì cái chết của Kalibak do tay người đàn ông Sắt. Tuy nhiên, Lobo trở lại sau một thời gian sau khi trải qua một buổi "điều trị" với Harley Quinn, và một cách trắng trợn thách thức Chúa tể đen tối trong một trận chiến. Sau đó, dưới sự chỉ huy của Darkseid, Ares thao túng Liên minh Công lý để đối đầu với các vị thần Hy Lạp. Mặc dù lúc đầu thành công, nhưng Batman và Highfather can thiệp và giải tán cuộc chiến. Các vị thần Hy Lạp rời đi mà không có xung đột nghiêm trọng hơn và Superman mang Ares đến Darkseid để tra tấn đổi lại sự miễn cho Darkseid, Ares và đệ tử của họ "không bao giờ được chạm chân lên Trái Đất."
Trong truyện tranh chéo Injustice vs. Masters of the Universe, Darkseid và lực lượng Apokolips xâm chiếm Trái Đất và Eternia để chiếm Lực lượng của Grayskull và tiếp cận Trung tâm Của Mọi Hiện Thực. Ở đó, với Thiết bị Hút Hồn của mình (một phiên bản giả của Infinity Gauntlet) và Phương trình Chống Sống, Darkseid lên kế hoạch viết lại và chinh phục một hiện thực mới. Hóa ra, Skeletor đã làm việc với Darkseid suốt thời gian này vì anh ta cũng muốn xâm nhập Castle Grayskull. Anh ta bí mật chiếm quyền lực của Shazam để tạo ra thanh kiếm sức mạnh riêng, và anh ta đối đầu với Darkseid để kiểm soát Trung tâm. Khi Darkseid xông vào Castle Grayskull và chuẩn bị sử dụng Phương trình Chống Sống, cùng với Orb of Power của Nữ phù thủy Eternia, để làm ô nhiễm đa vũ trụ, Skeletor phản bội ông và tấn công. Anh ấy giờ đã được tăng cường, như Black Adam, nhờ Rock of Eternity, và anh ấy muốn tất cả sức mạnh đó cho chính mình. Tuy nhiên, Darkseid quá mạnh mẽ và đánh đập pháp sư tối tăm, đánh bại anh ta và làm anh ta đầu hàng vì sự phản bội của mình. Với sự giúp đỡ của Supergirl cùng với Batman và Superman, đội của He-Man và Liên minh đánh bại lực lượng của Darkseid và quân đoàn dư thừa của Skeletor đang chiếm đóng lãnh thổ. Điều đó tạo cơ hội cho Superman tấn công bất ngờ Darkseid. Khi tên ác nhân tập trung vào Superman, He-Man tấn công từ phía sau và đâm vào ngực Darkseid với Than kiếm của anh, xuyên qua giáp của Darkseid. Thay vì là một đòn chí mạng trên thực tế vật lý, nó thực sự làm lột tả bản chất của Darkseid khỏi hiện thực và biến ông thành tri thức, mà các lão luyện của Grayskull lưu trữ trong lâu đài. Superman nhìn chằm chằm khi Darkseid héo úa vào vực sâu, trở thành chính bản thân ông tìm kiếm. Sau cái chết của Darkseid, Superman phản bội tất cả mọi người và giết Skeletor để chiếm quyền lực tối thượng cho chính mình và nắm lấy thanh kiếm/orb, đeo Soul Syphon của Darkseid và chuẩn bị bước vào Trung tâm Của Mọi Hiện Thực. He-Man trở lại để đối mặt với Man of Steel, và với phép thuật của mình, anh tiêu hủy người Krypton và giúp cứu tất cả các vùng miền. Eternia trở lại bình yên với sự hợp tác của Nữ phù thủy và Zatanna, đảm bảo không có mối đe dọa tương lai như Skeletor hoặc Darkseid nổi lên.